# Kulturzentrum Faust

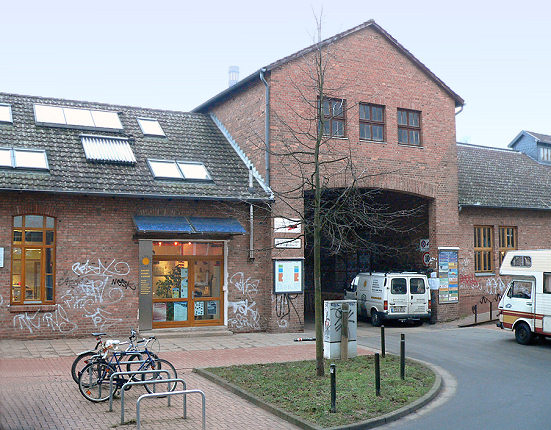
Einfahrt zum FAUST-Gelände und Ökologischen Gewerbehof Linden Nord

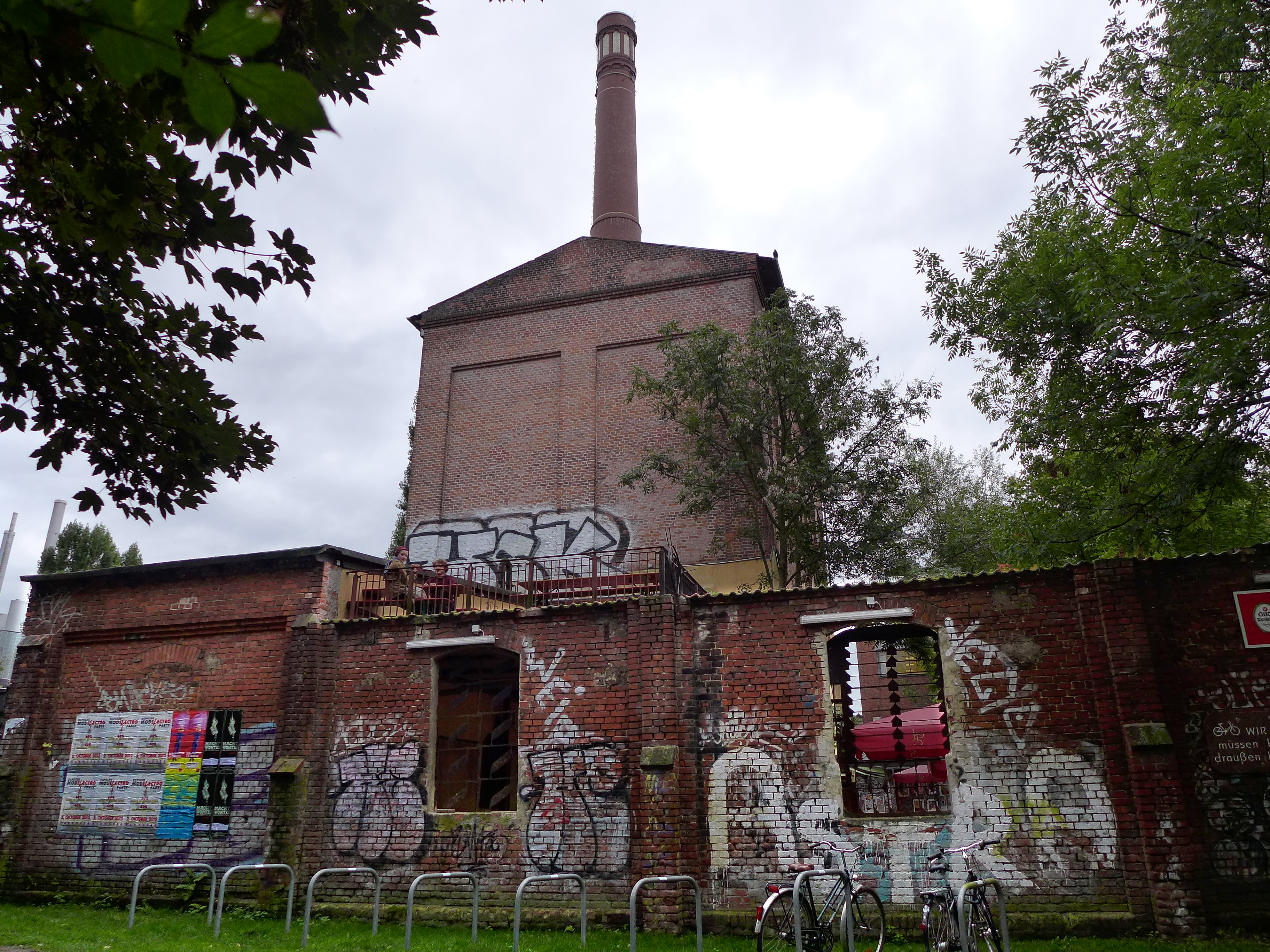
Blick von der Leine auf die früheren Fabrikgebäude

Das Kulturzentrum Faust, kurz auch FAUST (FAbrikUmnutzung und STadtteilkultur), ist ein Soziokulturelles Zentrum im Stadtteil Linden-Nord in Hannover. Der Trägerverein FAUST e. V. entstand im Dezember 1991 aus einer Bürgerinitiative, um durch Umnutzung eines stillgelegten Fabrikgeländes die Stadtteilkultur, interkulturelle Kommunikation und das Stadtteilleben zu fördern.

## Gelände
Gründungsziel des Vereins war, das Konzept eines soziokulturellen Stadtteilzentrums zu verwirklichen. Der Verein und das Zentrum haben ihren Sitz auf dem Gelände der ehemaligen Bettfedernfabrik Werner & Ehlers, die im August 1990 in Konkurs ging. In den Räumlichkeiten der Fabrik sind verschiedene Vereine und Gruppen (darunter Künstler, Migranten und politisch aktive Gruppen), aber auch kleinere Gewerbe- und Wirtschaftsbetriebe untergebracht.

## Geschichte

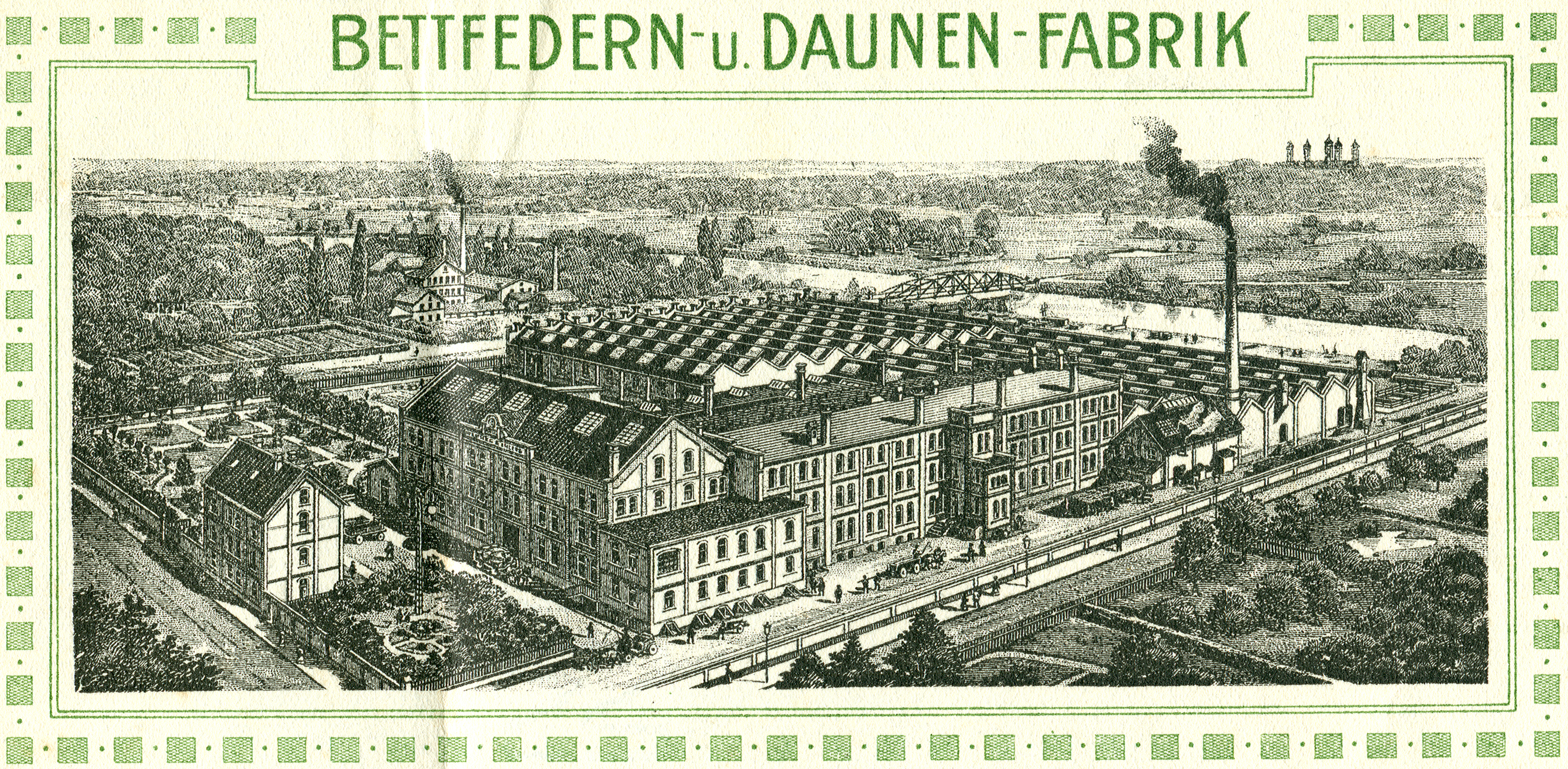
Das FAUST-Gelände um 1910, damals Bettfedernfabrik Werner & Ehlers

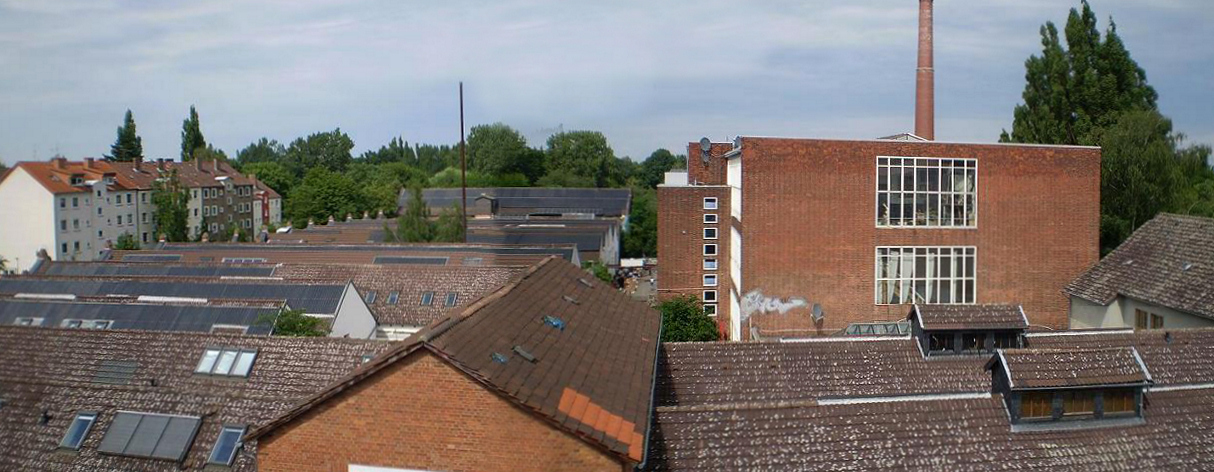
Das FAUST-Gelände heute von oben

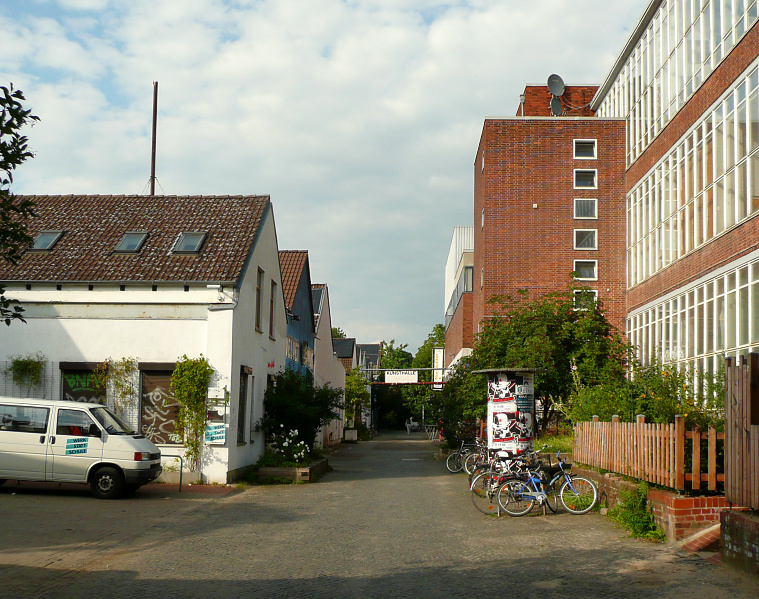
Innenhof des Geländes

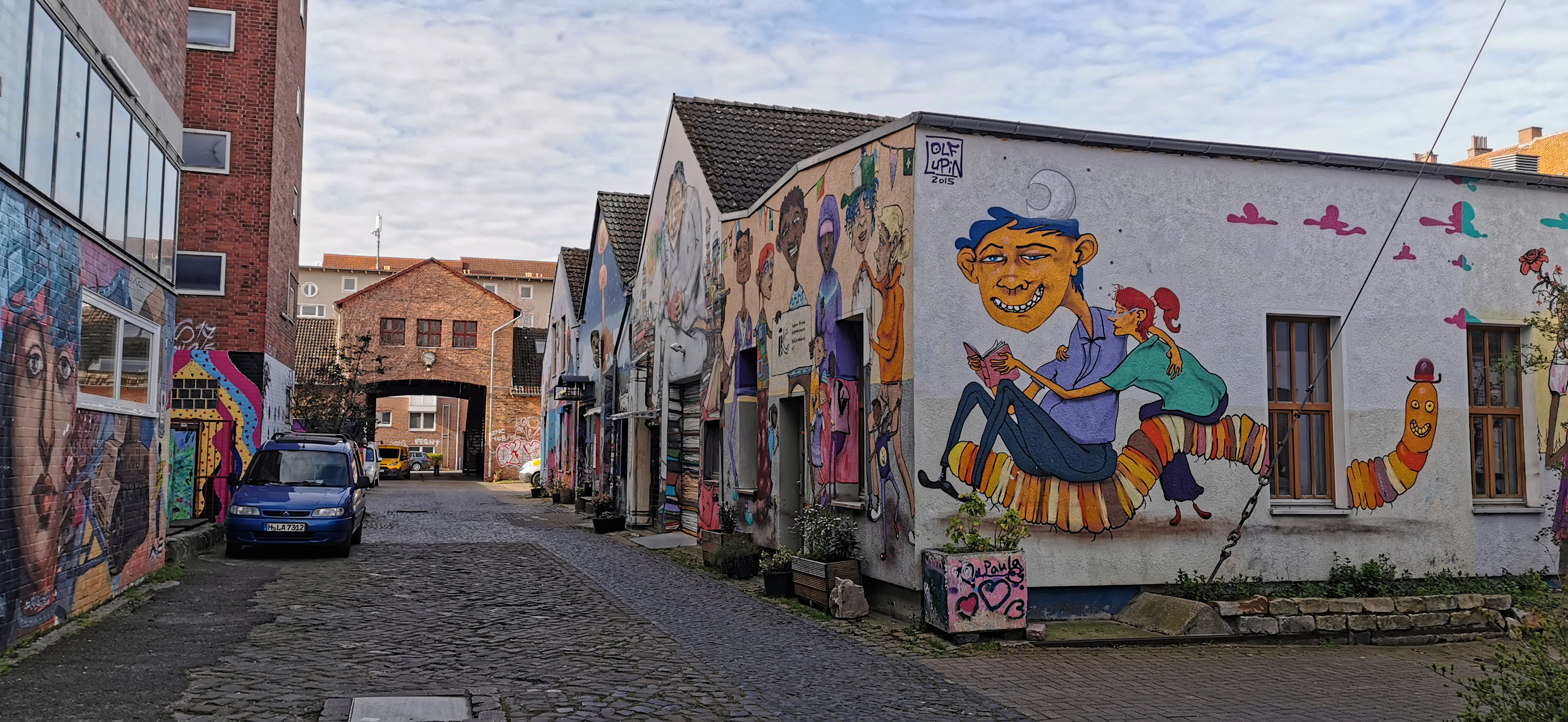
Streetart auf dem Gelände

Nach dem Konkurs der Bettfedernfabrik Werner & Ehlers schlossen sich verschiedene Einzelpersonen und einige Kleinbetriebe zu der Interessengemeinschaft Werner & Ehlers zusammen. Im Januar 1991 wurde der gemeinnützige Trägerverein „FAUST“ gegründet. Die Stadt Hannover verabschiedete im Frühjahr desselben Jahres Pläne für eine Sanierung des Geländes. Da die Finanzierung der Sanierung zu diesem Zeitpunkt noch nicht gesichert war, konnte im Dezember 1991 mit Hilfe eines Pastors vom Kirchenkreis Hannover-Linden eine Zwischennutzung des Geländes für etwa zehn Vereine über den Zwangsverwalter ermöglicht werden. Im April 1992 wurden die 60er-Jahre-Halle und die Zinsserhalle gemietet. Umfangreiche Instandsetzungs- und Umbaumaßnahmen wurden in Eigenleistung durchgeführt, und der Veranstaltungsbereich nahm seine Arbeit auf. Der „Ökologische Gewerbehof Linden“ (früher: „interessiertes Gewerbe“), auf dem auch „radio flora“ zu finden war, entwickelte im Herbst 1992 zusammen mit dem Verein ein gemeinsames Nutzungskonzept.
Als Folge einer dreistufigen Mieterhöhung ab Dezember 1992 kam es zum Streit mit dem Eigentümer und zur Kündigung der Mietverträge zum 31. Juli 1993. Die Stadt und der Weltbund zum Schutz des Lebens (WSL) verhandelten mit dem Verein Faust und diskutierten ab Mitte 1993 unter Vermittlung des Landes Niedersachsen unterschiedliche Nutzungs-, Kauf- und Trägervarianten. Ein vom Land Niedersachsen finanzierter unabhängiger Gutachter kam zu dem Schluss, dass der Verein langfristig nach Kauf des Geländes wirtschaftlich arbeiten könne. Die Berliner Stiftung Umverteilen beteiligte sich daraufhin finanziell; das Darlehen einer Bank und der Zuschuss des Landes machten das Projekt Ende 1993 möglich.
Eine Räumungsklage Ende 1994 änderte nichts an dem Entschluss der Nutzervereine, auf der angemieteten Fläche zu verbleiben. Die Räumung blieb aus, da die Stadt Hannover mit den Geldern des Landes Niedersachsen einen Kauf zu einem späteren Zeitpunkt sicherstellen konnte.
Die Ostachse der ehemaligen Bettfedernfabrik konnte der Verein im Frühjahr 1995 aufkaufen und so vorübergehend den Standort für etwa 25 Nutzer sichern. Im März 1995 wurde das Grundstück vom Eigentümer August Werner Frucht für 3,2 Millionen DM inklusive Nebenkosten an die Teilhaber Stiftung Umverteilen und FAUST e. V. verkauft; der Verein zahlt infolgedessen Pacht an die Stiftung. Ein Abschlag von 500.000 DM für die Entfernung von Asbest aus dem Kesselhaus war Voraussetzung für den Kauf. Ein weiterer Landeszuschuss und ein Bankdarlehen ermöglichen den Kauf des Gebäudes.
Im März 2005 meldete der Verein Insolvenz an, der gesamte Vorstand trat zurück. Die Stadt setzte einen Insolvenzverwalter ein, ein neuer Gastronomievertrag wurde ausgehandelt, eine Stiftung gegründet und ein neues Controlling eingeführt. Nach mehr als fünf Jahren konnte das Insolvenzverfahren erfolgreich abgeschlossen werden. Faust ist heute neben dem Pavillon das größte Kulturzentrum der Stadt.
Von 2008 bis 2011 fand auf dem FAUST-Gelände das Musikfestival BootBooHook mit zahlreichen nationalen und internationalen Künstler vor bis zu 5000 Zuschauern statt. 2012 zog das Festival um in den Expo Park Hannover, FAUST e. V. blieb aber weiterhin als Mitveranstalter tätig.

## Veranstaltungen

### Regelmäßige Veranstaltungen
Regelmäßige Konzerte und Diskoabende, Flohmärkte und Plattenbörsen. An Veranstaltungsorten befinden sich auf dem Gelände:
- „60er-Jahre-Halle“ (Konzerte)
- „Warenannahme“ (Theater) mit Veranstaltungskneipe
- Lounge- und Club-Kneipe Mephisto
- Biergarten „Gretchen“
- Kunsthalle Faust

### Kunsthalle Faust
Die Kunsthalle Faust ist ein Teil und Veranstaltungsort des Vereins, der im Rahmen von bis zu fünf Ausstellungen pro Jahr einen innerdeutschen wie internationalen Austausch zeitgenössischer Kunst ermöglicht. Neben Kunstausstellungen finden auch Musik-, Literatur- und Theaterveranstaltungen statt. Dabei können sich sowohl national oder international bekannte Künstler als auch Nachwuchskünstler aus dem regionalen Bereich Hannover präsentieren.

## Auszeichnungen
- APPLAUS 2023 – Preis für beste Livemusikstätte[4]